# USS Gentry (DE-349)
USS Gentry (DE-349) là một tàu hộ tống khu trục lớp John C. Butler từng phục vụ cùng Hải quân Hoa Kỳ trong Chiến tranh Thế giới thứ hai. Nó là chiếc tàu chiến duy nhất của Hải quân Hoa Kỳ được đặt cái tên này, theo tên Thiếu úy Thủy quân Lục chiến Wayne Roy Gentry (1920–1942), phi công từng phục vụ cùng một liên đội tuần tiễu-ném bom tại khu vực quần đảo Solomon, đã tử trận vào ngày 2 tháng 11, 1942 và được truy tặng Huân chương Không lực. Nó đã phục vụ trong suốt Thế chiến II, được cho ngừng hoạt động sau khi xung đột chấm dứt vào năm 1946, rồi cuối cùng bị bán để tháo dỡ vào năm 1973. 

## Thiết kế và chế tạo
Lớp John C. Butler được thiết kế nhằm đáp ứng nhu cầu một số lượng lớn nhưng rẻ tiền của một kiểu tàu hộ tống chống tàu ngầm để hộ tống các đoàn tàu vận tải vượt đại dương. Chúng có chiều dài chung 306 foot (93,3 m), mạn tàu rộng 36 foot 10 inch (11,2 m) và mớn nước 13 foot 4 inch (4,1 m), trọng lượng choán nước tiêu chuẩn 1.350 tấn Anh (1.372 t), và lên đến 1.745 tấn Anh (1.773 t) khi đầy tải, với một thủy thủ đoàn bao gồm 14 sĩ quan và 201 thủy thủ. Con tàu được vận hành bởi hai turbine hơi nước hộp số Westinghouse; hơi nước được cung cấp bởi hai nồi hơi "D" Express, tạo ra công suất 12.000 mã lực càng (8.900 kW) và cho phép đạt được tốc độ tối đa 24 hải lý trên giờ (44 km/h; 28 mph). Nó có tầm hoạt động 6.000 hải lý (11.000 km; 6.900 mi) ở tốc độ đường trường 12 hải lý trên giờ (22 km/h; 14 mph).
Dàn vũ khí chính bao gồm hai tháp pháo 5-inch/38 caliber đa dụng nòng đơn, được dẫn đường bởi hệ thống điều khiển hỏa lực Mark 51; vũ khí phòng không gồm hai khẩu đội Bofors 40 mm L/60 nòng đôi và mười khẩu Oerlikon 20 mm nòng đơn cũng được dẫn đường bởi hệ thống Mark 51. Ngoài ba ống phóng ngư lôi 21 inch (533 mm), vũ khí chống ngầm bao gồm hai đường ray thả mìn sâu, tám máy phóng mìn sâu K-gun cùng một dàn súng cối chống ngầm Hedgehog. Con tàu được trang bị sonar kiểu QC, radar dò tìm mặt biển SL và radar dò tìm không trung SA.
Gentry được đặt lườn tại xưởng tàu của hãng Consolidated Steel Corporation ở Orange, Texas vào ngày 13 tháng 12, 1943. Nó được hạ thủy vào ngày 15 tháng 2, 1944, được đỡ đầu bởi cô Jean Maxine Gentry, em gái của Thiếu úy Gentry, và được cho nhập biên chế cùng Hải quân Hoa Kỳ vào ngày 14 tháng 6, 1944 dưới quyền chỉ huy của Hạm trưởng, Thiếu tá Hải quân David A. Smith. 

## Lịch sử hoạt động

### Mặt trận Đại Tây Dương
Sau khi hoàn tất việc chạy thử máy huấn luyện tại khu vực Bermuda, Gentry làm nhiệm vụ như một tàu huấn luyện tại Norfolk, Virginia trước khi đi đến New York vào ngày 25 tháng 9, 1944. Trong giai đoạn từ ngày 6 tháng 10 đến ngày 23 tháng 12, nó đã thực hiện hai chuyến hộ tống vận tải khứ hồi từ New York vượt Đại Tây Dương để đi sang Marseilles, Pháp và Oran, Algeria. Nó khởi hành từ New London, Connecticut vào ngày 9 tháng 1, 1945 để hộ tống cho các tàu ngầm Bullhead (SS-332) và Lionfish (SS-298) đi đến Key West, Florida.

### Mặt trận Thái Bình Dương
Được điều động sang khu vực Mặt trận Thái Bình Dương, Gentry tiếp tục băng qua kênh đào Panama để đi sang vùng bờ Tây, rồi đi đến đảo Manus thuộc quần đảo Admiralty vào ngày 20 tháng 2. Trong bốn tháng tiếp theo, nó đảm nhiệm vai trò hộ tống vận tải giữa New Guinea và Philippines, trong phạm vi quần đảo Philippine, và giữa vịnh Manila và vịnh Leyte với Palau và khu vực Tây quần đảo Caroline. Đến tháng 7, nó hộ tống một đoàn tàu vận tải đi đến Okinawa và phục vụ tuần tra canh phòng tại khu vực trước khi quay trở Leyte về vào cuối tháng 7.
Sau khi Nhật Bản chấp nhận đầu hàng vào ngày 15 tháng 8, giúp chấm dứt vĩnh viễn cuộc xung đột, Gentry tiếp tục vai trò hộ tống vận tải giữa vịnh Leyte với New Guinea, vịnh Manila và Okinawa. Nó cũng hoạt động tuần tra tìm kiếm và giải cứu tại vịnh Leyte cho đến ngày 27 tháng 11, khi nó rời vùng biển Philippines để quay trở về Hoa Kỳ. Về đến Los Angeles, California vào ngày 18 tháng 12, nó chuyển đến San Diego, California vào ngày 6 tháng 4, 1946.
Gentry được cho xuất biên chế vào ngày 2 tháng 7, 1946 và được đưa về Hạm đội Dự bị Thái Bình Dương, thoạt tiên neo đậu tại Stockton, California, và sau đó được chuyển đến Mare Island, California. Tên nó được cho rút khỏi danh sách Đăng bạ Hải quân vào ngày 15 tháng 1, 1972, và con tàu bị bán cho hãng National Metal & Steel Corp. tại Terminal Island, California để tháo dỡ vào ngày 15 tháng 1, 1973.

## Phần thưởng
Nguồn: Navsource Naval History
|  |  |  |
|  |  |  |

| Huân chương Chiến dịch Hoa Kỳ                      | Huân chương Chiến dịch Hoa Kỳ        | Huân chương Chiến dịch Châu Á-Thái Bình Dương | Huân chương Chiến dịch Châu Á-Thái Bình Dương  |
| Huân chương Chiến dịch Châu Âu-Châu Phi-Trung Đông | Huân chương Chiến thắng Thế Chiến II | Huân chương Chiến thắng Thế Chiến II          | Huân chương Giải phóng Philippine (Philippine) |